# Філатов Іван Миколайович
Іван Миколайович Філатов (1911, місто Москва, тепер Російська Федерація — 1993, місто Москва, Російська Федерація) — радянський державний діяч, голова виконавчого комітету Орловської обласної ради. Депутат Верховної ради СРСР 4-го скликання.

## Життєпис
У 1931—1933 роках — технолог, конструктор автомобільного заводу імені Молотова в місті Нижньому Новгороді.
У 1932 році закінчив Нижньогородський автомобільно-машинобудівний технікум.
З 1933 по 1935 рік служив у Червоній армії.
У 1935—1942 роках — конструктор автомобільного заводу імені Молотова в місті Горькому; технолог Горьковського верстатобудівного заводу; начальник конструкторського бюро Горьковського автомобільного заводу імені Молотова.
У 1940 році закінчив заочно Горьковський індустріальний інститут імені Жданова.
Член ВКП(б) з 1940 року.
У 1942—1943 роках — заступник секретаря комітету ВКП(б) Горьковського автомобільного заводу імені Молотова.
У 1943—1944 роках — заступник завідувача відділу танкової та машинобудівної промисловості Горьковського обласного комітету ВКП(б).
У 1944—1945 роках — заступник секретаря Горьковського міського комітету ВКП(б) з оборонної та машинобудівної промисловості.
У 1945—1948 роках — заступник секретаря Мурманського обласного комітету ВКП(б) з промисловості.
У 1948—1952 роках — секретар Мурманського обласного комітету ВКП(б).
У 1951 році закінчив заочно Вищу партійну школу при ЦК ВКП(б).
До жовтня 1952 року — в апараті ЦК ВКП(б).
У жовтні 1952 — березні 1953 року — 2-й секретар Орловського обласного комітету ВКП(б).
3 березня 1953 — 23 жовтня 1958 року — голова виконавчого комітету Орловської обласної ради депутатів трудящих.
З жовтня 1958 року — в апараті Ради міністрів Російської РФСР. У 1964—1975 роках — заступник керуючого справами Ради міністрів РРФСР.
З 1975 року — персональний пенсіонер у місті Москві. Після виходу на пенсію, з 1975 по 1984 рік — директор об'єднаної дирекції Всеросійського товариства охорони пам'яток історії та культури.
Помер у 1993 році в Москві.

## Нагороди
- два ордени Трудового Червоного Прапора (1944, 1971)
- два ордени «Знак Пошани» (1944, 1966)
- медаль «За трудову доблесть» (1942)
- медалі